# Конвой №5231
Конвой № 5231 — японський конвой часів Другої світової війни, проведення якого відбувалось у вересні 1943-го.
Вихідним пунктом конвою був атол Трук у центральній частині Каролінських островів, де ще до війни створили головну базу японського ВМФ у Океанії, звідки до лютого 1944-го провадились операції в цілому ряді архіпелагів. Пунктом призначення став атол Кваджелейн, на якому була головна японська база на Маршаллових островах.
До складу конвою увійшов лише один транспорт «Момогава-Мару» під охороною мисливця за підводними човнами CH-29. Завданням «Момокава-Мару» була допомога флотському танкеру «Ширетоко» (Shiretoko).
23 вересня 1943-го кораблі полишили Трук та попрямували на схід. Хоча поблизу вихідного та кінцевого пунктів маршруту традиційно діяли американські підводні човни, проте проходження конвою № 5231 минуло без інцидентів і 28 вересня він прибув на Кваджелейн (а з 1 по 25 листопада «Момокава-Мару» провів на буксирі «Ширетоко» до метрополії).